# Leiv Amundsen
Leiv Amundsen, född 1898 i Tjøme, död 1987, var en norsk klassisk filolog.
Amundsen blev filosofie doktor 1933 och docent i klassisk filologi vid universitetet i Oslo 1935, samt var professor 1946–1968. Åren 1954–1961 var han generalsekreterare för Det Norske Videnskaps-Akademi. Förutom vetenskapliga arbeten om bland annat papyrusforskning publicerade han Camilla och P. J. Colletts dagböcker och brev (5 band, 1926–1934), en folkutgåva av Henrik Wergelands skrifter (8 band, 1957–1962, tillsammans med Didrik Arup Seip) och Det Norske Videnskaps-Akademi 1857–1957 (2 band, 1957–1960). Han var huvudredaktör för Gyldendals nye konversasjonsleksikon (1948, 4 utg. 1958).